# Stern der Sozialistischen Republik Rumänien

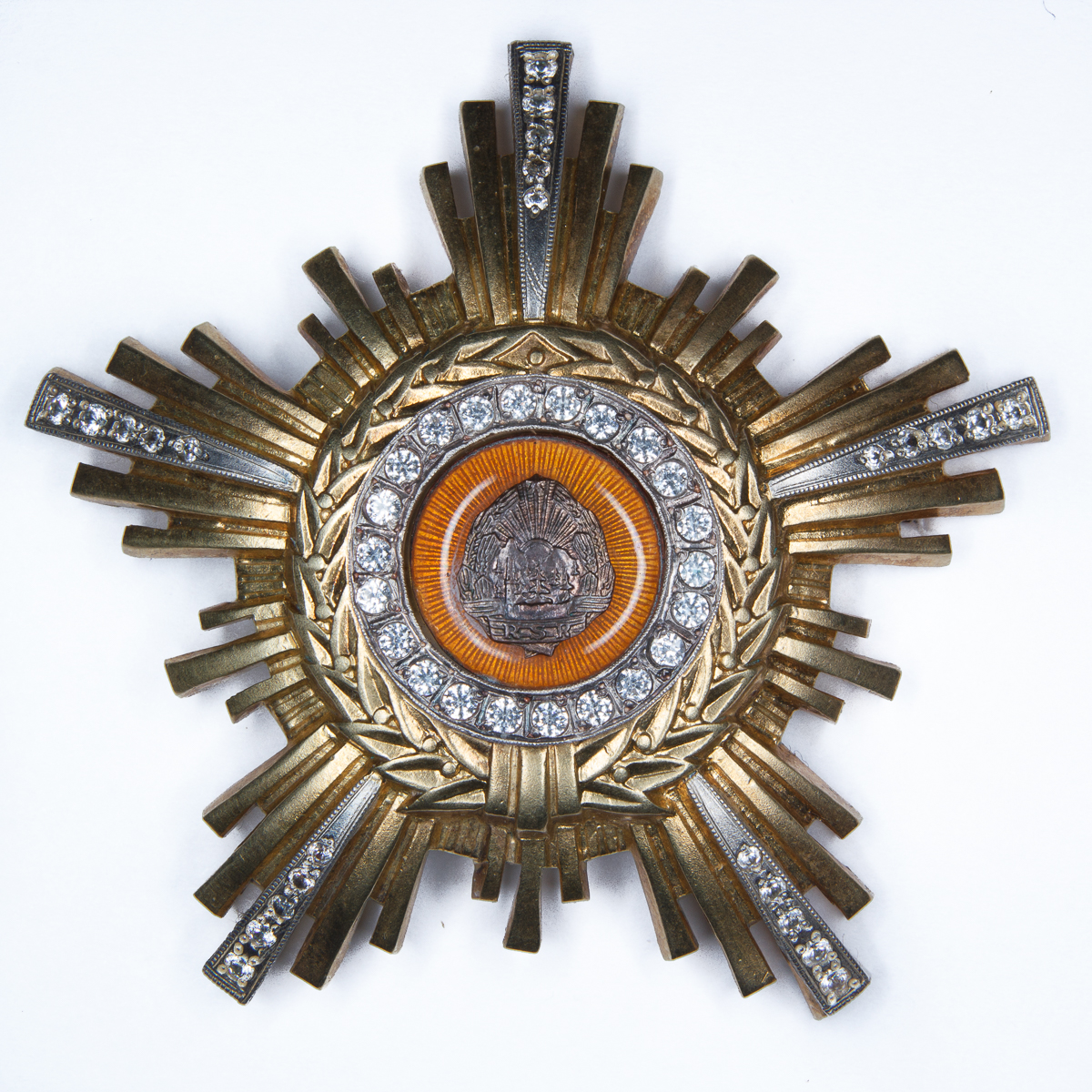
Ordenszeichen, 1. Klasse

Der Orden Stern der Sozialistischen Republik Rumänien (rumänisch: Ordinul Steaua Republicii Socialiste România) war eine Auszeichnung der Sozialistischen Republik Rumänien.
Er wurde am 13. April 1966 per Dekret Nr. 271 des Staatsrates durch Umbenennung des Ordens Stern der Volksrepublik Rumänien gestiftet.
Die Auszeichnung wurde an Personen verliehen, die durch ihre Tätigkeit und durch ihren Kampf im politischen, sozialen, kulturellen und wissenschaftlichen Bereich zur Fortentwicklung der sozialistischen Ordnung und zur Erlangung der nationalen Freiheit und Unabhängigkeit beigetragen hatten. Bis zum Ende des Ceaușescu-Regimes war die Auszeichnung der höchste allgemeine Verdienstorden des Landes.

## Klassen
Der Orden hatte fünf Klassen in Sternform, die an der linken Brust getragen wurden. Sein Aussehen entspricht der zweiten Form des Ordens Stern der Volksrepublik Rumänien, lediglich wurden im Landeswappen die Majuskeln RPR durch RSR ersetzt.
- 1. Klasse: das Ordenszeichen ist ein fünfstrahliger vergoldeter Stern mit je fünf, an den Spitzen breiten Strahlen. Der mittlere Strahl ist mit Similibrillanten besetzt. Das Medaillon ist mit einem unten gebundenen Lorbeerkranz mit Früchten umgeben. Der Ring des Medaillons ist ebenfalls mit Similibrillanten besetzt. Das Medaillon ist karminrot emailliert und wie alle Klassen mit dem Wappen der Sozialistischen Republik Rumänien belegt.
- 2. Klasse: das Aussehen des Ordens gleicht dem der 1. Klasse, der Mittelstrahl der Strahlenbündel ist jedoch nicht mit Steinen belegt.
- 3. Klasse: das Ordenszeichen gleicht dem der 2. Klasse, ist jedoch bis auf das Landeswappen im Medaillon in Silber.
- 4. Klasse: das Ordenszeichen in Silber, der Lorbeerkranz patiniert. Der Rand um das Medaillon ist glatt und nicht mit Steinen besetzt. Das Medaillon ist blau emailliert.
- 5. Klasse: das Ordenszeichen ist bis auf das Landeswappen gänzlich in Silber, das Medaillon ist orange transparent emailliert.

Auf der Rückseite aller Klassen befindet sich in der oberen Hälfte eine querliegende Sicherheitsansteckvorrichtung. 
Für Mitglieder der Regierung und für Staatsoberhäupter wurden Stücke der 1. und 2. Klasse in Feingold hergestellt.